# Miquel Mir i Genés
Miquel Mir i Genés (Sant Adrià de Besòs, 24 de març de 1956) és un antic futbolista català de la dècada de 1970.
Destacà al Barcelona Atlètic i el 1975 pujà al primer equip. Durant cinc temporades disputà 18 partits oficials (14 de lliga, 1 de copa i 3 de la copa de la UEFA),i dues temporades fou cedit a Racing de Santander i Reial Valladolid. A partir de 1980 fou jugador del Terrassa FC, CE Sabadell i finalment UE Sant Andreu. Va disputar els Jocs Olímpics de 1976.